# Thaicharmus indicus
Espèce
Thaicharmus indicus est une espèce de scorpions de la famille des Buthidae.

## Distribution
Cette espèce est endémique de Goa en Inde. Elle se rencontre vers Chaudi.

## Description
La femelle holotype mesure 34 mm et le mâle paratype 28,5 mm.

## Étymologie
Son nom d'espèce lui a été donné en référence au lieu de sa découverte, l'Inde.

## Publication originale
- Kovařík, 2013 : « A Review of Thaicharmus Kovařík, 1995, with Description of Thaicharmus indicus sp. n. from India (Scorpiones, Buthidae). » Euscorpius, no 175, p. 1-9 (texte intégral).